# Wilchar
Wilchar, né Willem Pauwels le 1er novembre 1910 à Saint-Gilles (Bruxelles) et mort à Uccle (Bruxelles) le 28 juin 2005, est un peintre, affichiste et linograveur belge. Il se définissait lui-même en tant qu'« imagier populaire ».

## Biographie
Wilchar est né le 1er novembre 1910 dans l'une des communes de Bruxelles, Saint-Gilles. Son père travaillait dans une société de tram et a co-fondé en 1917 le "Syndicat des  tramwaymen". Wilchar a suivi sa scolarité dans l'école de Saint-Gilles. En 1925, il prend des cours de lithogravure. En même temps, il suit des cours du soir aux académies de dessin de Saint-Gilles et de Bruxelles. Il travailla un temps dans le milieu de l'édition.
En 1933, il se marie avec Ninette Depasse. Un an plus tard, il devient membre du Cercle d'étude lithographique et suis, jusqu'en 1935, des cours à l'école de la chambre syndicale de publicité (CSBP) . En 1935, il continue ses études à l'École ouvrière supérieure de Bruxelles. A cette même période, il debut comme designer d'affiches. Il reçoit des demandes commerciales mais préfère d'abord travailler pour des organisations antifascistes comme par exemple le BWP et le KP. En 1936, il joint l'Association des Ecrivains et artistes révolutionnaires.
Le 27 février 1937, sa fille, Jacqueline, nait. En 1940, Wilchar prend part à la campagne des 18 jours. Dès 1933, il crée des affiches pour le Parti socialiste et pour le Parti communiste, devenant peu à peu un des plus grands affichistes politiques de Belgique.
Pendant la guerre, il participe à la résistance. Ainsi, en 1940, il devient membre du groupe d'artistes «Contact » qui s'impose comme un des points de départ de l'engagement communiste en faveur d'un art social en Belgique. Il édite également un journal clandestin Art et Liberté (1942).
En 1943, à cause de ses activités communistes, il est arrêté par la police S.S. et est déporté au fort de Breendonk et ensuite à Huy.
En 1944, il entreprend la réalisation de 35 gouaches racontant le véritable enfer vécu par les détenus du fort de Breendonk. Les œuvres de cette fresque sont acquises par le Mémorial national du fort de Breendonk.
À partir des années 1950, abandonnant peu à peu l'art de l'affiche, il se consacre à la linogravure.
Éternel révolté, il éditera aussi 60 numéros de Peint à la main et de L'Impertinent qui se voulait être un périodique de démystification artistique, destiné à faire connaitre son œuvre et ses combats.
Artiste fécond, Wilchar a réalisé une œuvre très imposante, parmi laquelle on trouve entre autres :
- plus de 80 affiches à caractère politique ou social qui expriment l'engagement militant de Wilchar. Le Centre de Recherches et d'Etudes Guerre et Sociétés contemporaines (CEGES-SOMA) possède une collection complète de ces affiches.
- 32 gouaches, faites à la sortie de Breendonck, racontent le véritable enfer vécu par les prisonniers. Seize d'entre elles sont exposées à Breendonk. Dans le même style, Wilchar a aussi dépeint des scènes de la résistance ; ces dernières sont au Musée de l'Armée.
- 33 Peintures à l'huile sur bois (± 2m haut/1,2m large) et 2 toiles (± 2m haut/3m large) au travers desquelles l'artiste exprime sa pensée de manière à la fois naïve et incisive. (Destination inconnue ???)
- ± 145 linogravures témoignent de sa lutte contre les injustices et son engagement en faveur des droits de l'homme.
- Wilchar a encore réalisé de nombreuses autres œuvres (peintures sur toile, bois, papier, compositions...).

Un film, portrait de l'artiste en visite au fort de Breendonk à l'âge de 82 ans, Wilchar, les larmes noires, a été réalisé en 1992 par Richard Olivier en coproduction avec le Centre bruxellois de l'audiovisuel (CBA), le Service « enquêtes et reportages » de la RTBF et la société Olivier Films.